# Šabljansko jezero
Šabljansko jezero (bug. Шабленско езеро je laguna (liman) u sjeveroistočnoj Bugarskoj, koja je pješčanim sprudom odvojena od Crnog mora. Površina vodnog tijela je 0,8 km2, dubina 0,4–4 m, salinitet 0,4%. Laguna se nalazi na 3 km istočno od grada Šable.

## Vanjske poveznice
|  | Zajednički poslužitelj ima još gradiva o temi Šabljansko jezero |

- Šabljansko jezero